# 정재원 (1942년 10월)
정재원(鄭在源, 1942년 10월 27일~2007년 7월 23일)은 대한민국의 정치인이다. 제19대 대구광역시 중구청장을 지냈다. 대구광역시 북구 칠성동 출생이다.

## 학력
- 대구공업고등학교
- 영남대학교 토목공학과(1965년)
- 청구대학교

## 경력
- 현대건설 입사(1968년)
- 합동줄공업사 설립·대표(1975년~2002년)
- 뉴욕냉동식품 대표
- 대구광역시 체육회 로울러스케이팅연맹 부회장
- 달구벌 라이온스클럽(309-D지구) 회장
- 영남대학교 ROTC총동문회 회장
- 국제라이온스협회 309-D지구 소년소녀가장돕기 분과위원장
- 대구광역시 시립중앙노인독서대학 강사고문
- 대구경북지역 ROTC총동문회 회장
- 주식회사 합동 KIKOBA FILE INDONESIA 회장
- 영남대학교 총동문회 상임이사
- 참여 연대 소년소녀가장돕기 위원장
- 영남대학교 ROTC 총동문회 고문
- 대한민국 ROTC 총동문회 부회장
- 한나라당 대구중구지구당 부위원장
- 제19대 대구광역시 중구청장(2002년 7월~2006년 6월, 한나라당)

## 논문
- 국토종합건설 계획의 방향
- 우리나라 철도 근대화의 방향

## 역대 선거 결과
|  | 18.24% |

|  | 54.40% |

|  | 24.91% |